# شبه جزيرة شطالجا

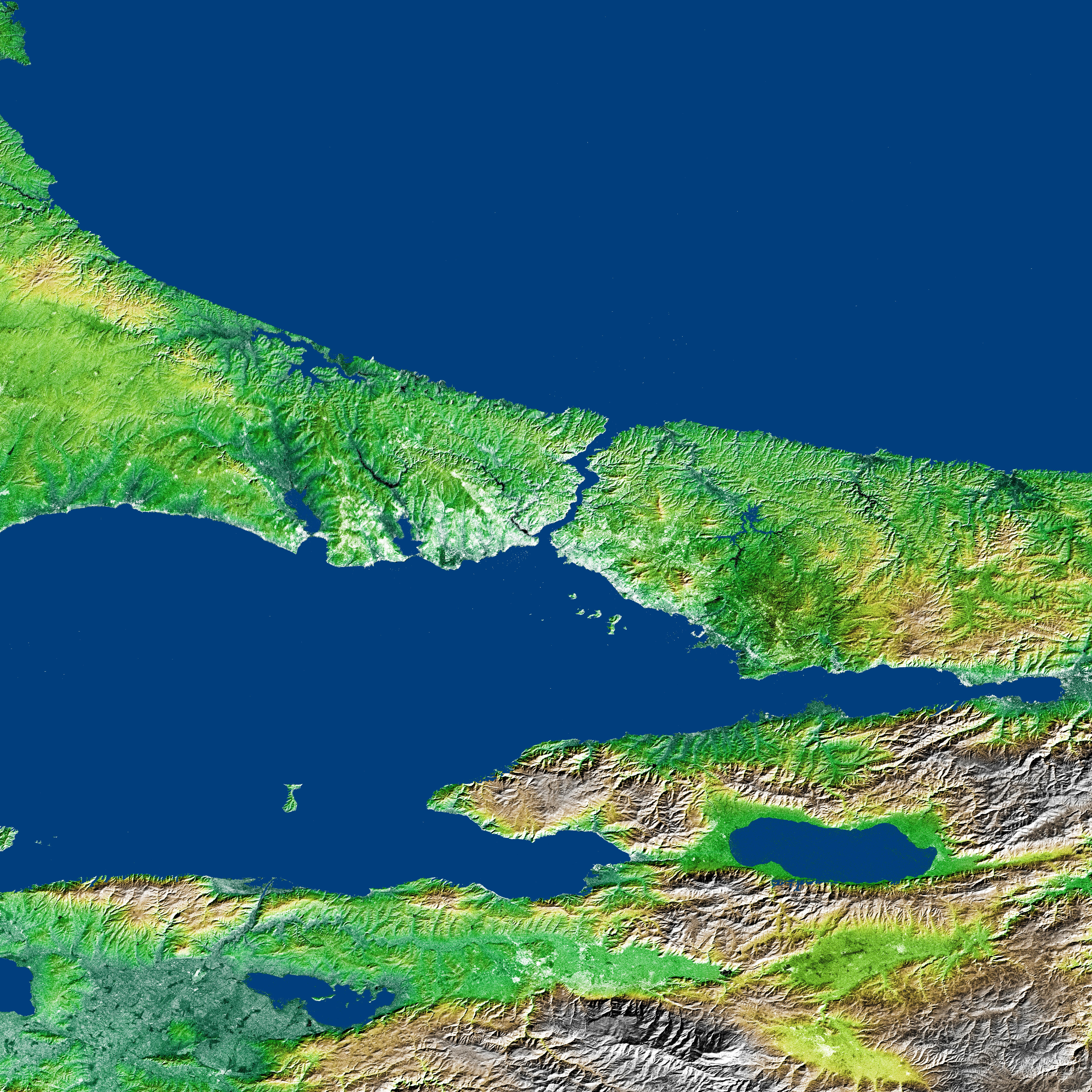
شطالجا (غرب) وشبه جزيرة قوجه يلي (شرق) مفصولة بمضيق البوسفور

تقع شبه جزيرة شطالجا (بالتركية: Çatalca Yarımadası)‏ في القسم الأوروبي من تركيا (تراقيا)، وتمتد من جنوب شرق البلقان وتفصل البحر الأسود عن بحر مرمرة على الجانب الغربي من مضيق البوسفور. ما يقرب من ثلثي إسطنبول، وهي احدة من أكثر المدن اكتظاظا بالسكان في العالم، تحتل الجزء الشرقي منه هذه الجزيرة.

## الجغرافيا
شبه جزيرة شطالجا مستطيلة تقريبًا. يحدها من الشمال البحر الأسود ومن الجنوب بحر مرمرة ومن الشرق مضيق البوسفور. الحدود الغربية عادة ما تتوافق مع الحدود الغربية لمقاطعة إسطنبول. وبالتالي، يبلغ عرضها من الشمال إلى الجنوب حوالي 40 كيلومترًا (25 ميلًا) ويبلغ طولها من الغرب إلى الشرق حوالي 90 كيلومترًا (56 ميلًا). شبه جزيرة شطالجا تكاد تكون صورة طبق الأصل لشبه جزيرة قوجه يلي على الجانب الآخر من مضيق البوسفور. هناك العديد من البحيرات الطبيعية والاصطناعية في شبه جزيرة شطالجا بما في ذلك بحيرة دورسو وبحيرة بيوك شكمجة وبحيرة كوجك شكمجة.

## التاريخ
في عهد الإمبراطور البيزنطي أناستاسيوس الأول (491-518) تم بناء جدار دفاعي بين شاطئ إيفجيك في الشمال وسيليفري في الجنوب للدفاع عن إسطنبول (المعروفة آنذاك باسم القسطنطينية) من الهون وغيرهم من المهاجمين. كان الجدار الذي يبلغ طوله 40 كيلومترًا (25 ميل) أحد أطول الأسوار في أوروبا. ولكن حتى ذلك الحين تمكن مهاجمون مثل آفار أوراسيا (616) والبلغار (813) والبجاناكة(1090) من حصار إسطنبول. بعد عام 1371، سقطت معظم شبه جزيرة شطالجا على يد العثمانيين الأتراك. أصبحت شبه الجزيرة بأكملها جزءًا من الإمبراطورية العثمانية بغزو إسطنبول عام 1453. ومنذ ذلك الحين، أصبحت شبه جزيرة شطالجاأرضًا تركية باستثناء الهجوم البلغاري خلال حرب البلقان الأولى والاحتلال المؤقت من قبل اليونان في نهاية الحرب العالمية الأولى.

## السكان والاقتصاد
شبه جزيرة شطالجا (مع شبه جزيرة قوجه يلي في الجانب الآخر من مضيق البوسفور) هي المنطقة الأكثر صناعية في تركيا. ما يقرب من ثلثي إسطنبول، وواحدة من أكثر المدن اكتظاظا بالسكان في العالم بواقع 13,120,596 نسمة يشكلون سكان شبه جزيرة شطالجا. تتجاوز الكثافة السكانية لشبه الجزيرة 2000 لكل كيلومتر مربع.